# هنری ریچارد آبادی
هنری ریچارد آبادی (انگلیسی: Henry Richard Abadie؛ ۲۵ مارس ۱۸۴۱ – ۹ مه ۱۹۱۵ (۷۴ ساله)) فرد نظامی اهل پادشاهی متحد بریتانیای کبیر و ایرلند بود. وی همچنین برندهٔ جوایزی همچون نشان حمام شده‌است.